# Versols-et-Lapeyre
Pour les articles homonymes, voir Lapeyre.
Versols-et-Lapeyre est une commune française du sud Aveyron, en région Occitanie.
Le patrimoine architectural de la commune comprend trois  immeubles protégés au titre des monuments historiques : l'église Saint-Caprais, classée en 1928, le château de Montalègre, inscrit en 1978, et le château de Versols, inscrit en 1988.

## Géographie

### Généralités

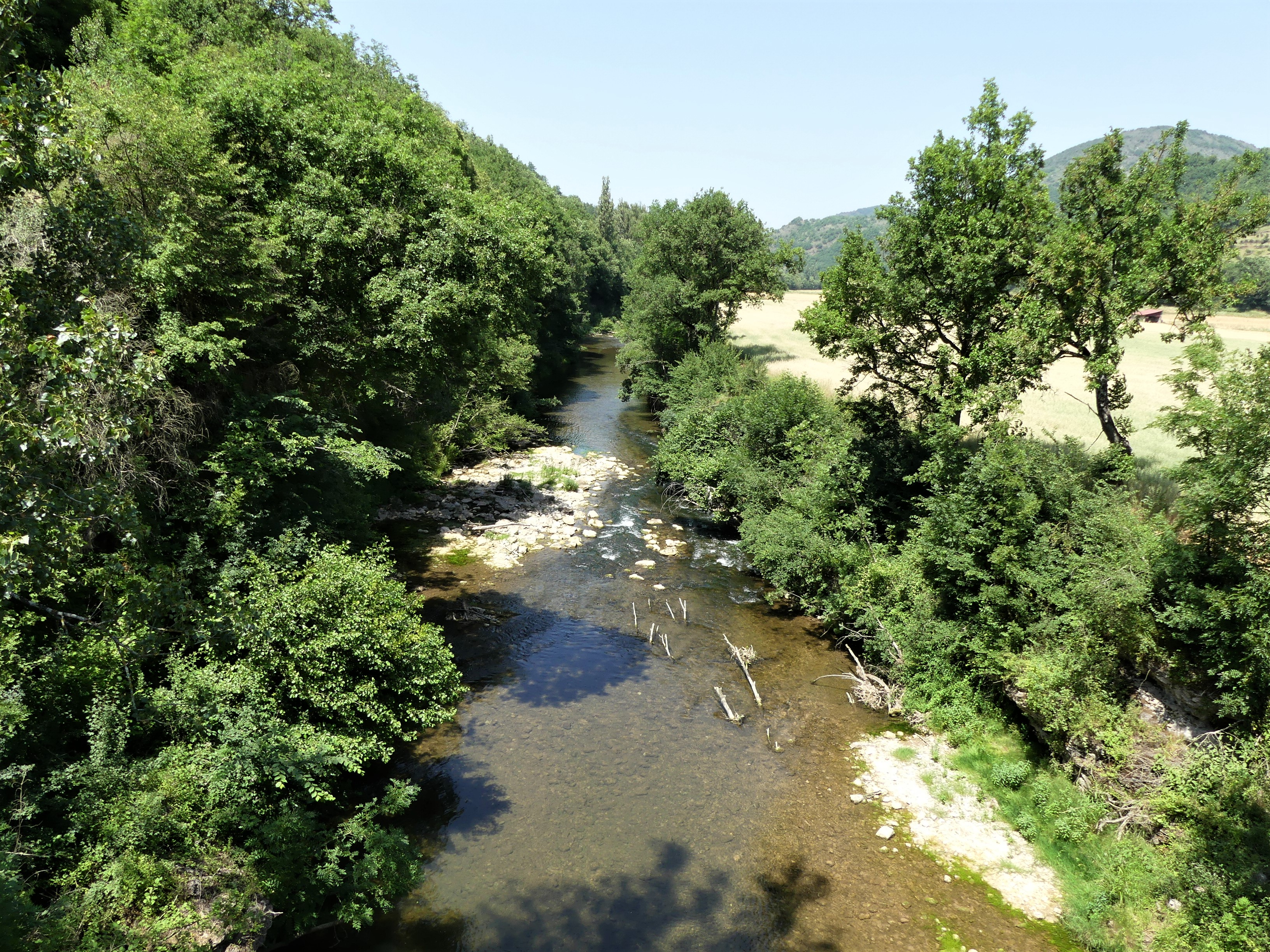
La Sorgues au pont Vieux de Lapeyre.

Dans la moitié sud du département de l'Aveyron, à l'intérieur du parc naturel régional des Grands Causses, la commune de Versols-et-Lapeyre s'étend sur 27,95 km2. Elle est traversée d'est en ouest sur environ sept kilomètres par la Sorgues qui conflue avec son affluent le Verzolet au bourg de Versols.
L'altitude minimale, 346 mètres, se trouve localisée à l'extrême ouest, là où la Sorgues quitte la commune et entre sur celle de Saint-Affrique. L'altitude maximale est à plus de 760 mètres mais elle varie selon diverses sources :
- 766 mètres selon les données de l'ancien site de l'IGN compilées par Ldh/EHESS/Cassini[1] ;
- 770 mètres[2], au sud du lieu-dit les Canals ;
- voire 786 mètres[3], au sud-ouest du lieu-dit les Canals, en limite de la commune de Gissac.

À 370 mètres d'altitude, au confluent de la Sorgues et du Verzolet, et traversé par la route départementale (RD) 7, le bourg de Versols où est implantée la mairie est situé, en distances orthodromiques, huit kilomètres au sud-est de Saint-Affrique.
La commune est également desservie par la RD 92.

### Communes limitrophes
Versols-et-Lapeyre est limitrophe de quatre autres communes. À l'ouest, son territoire est distant de 550 mètres de celui de Vabres-l'Abbaye et de 800 mètres de celui de Montlaur. Au nord-est, le territoire de Saint-Jean-d'Alcapiès est éloigné de moins de 700 mètres.
| Saint-Affrique |                    | Saint-Jean-et-Saint-Paul |
|                | Versols-et-Lapeyre | Saint-Félix-de-Sorgues   |
| Gissac         |                    |                          |

### Hydrographie

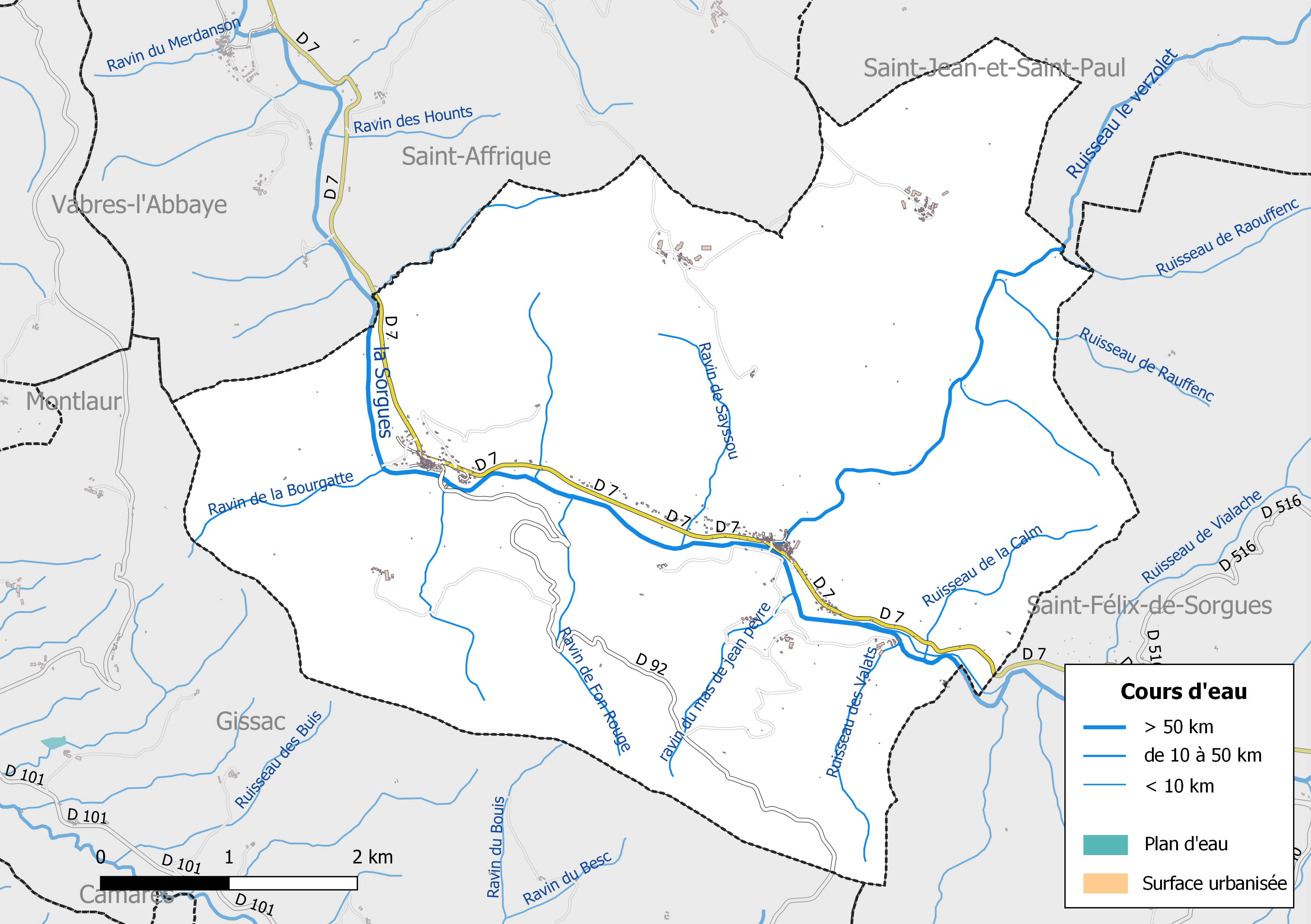
Réseaux hydrographique et routier de Versols-et-Lapeyre.

La commune est drainée par la Sorgues, le Verzolet, le ravin de Fon Rouge, le ravin de la Bourgatte, le ravin de Sayssou, le ravin du Mas de Jean Peyre, le ruisseau de la Calm, le ruisseau de la Lauze, le ruisseau de Raouffenc, le ruisseau de Rauffenc, le ruisseau des Valats et par divers petits cours d'eau.
La Sorgues, d'une longueur totale de 46,4 km, prend sa source dans la commune de Cornus et se jette  dans le Dourdou de Camarès à Vabres-l'Abbaye, après avoir arrosé 7 communes.
Le Verzolet, d'une longueur totale de 10,3 km, prend sa source dans la commune de Roquefort-sur-Soulzon et se jette  dans la Sorgues à Versols-et-Lapeyre, après avoir arrosé 3 communes.

### Climat
Pour des articles plus généraux, voir Climat de l'Occitanie et Climat de l'Aveyron.
En 2010, le climat de la commune est de type climat du Bassin du Sud-Ouest, selon une étude s'appuyant sur une série de données couvrant la période 1971-2000. En 2020, Météo-France publie une typologie des climats de la France métropolitaine dans laquelle la commune est exposée à un climat de montagne et est dans la région climatique Sud-est du Massif Central, caractérisée par une pluviométrie annuelle de 1 000 à 1 500 mm, minimale en été, maximale en automne.
Pour la période 1971-2000, la température annuelle moyenne est de 12,3 °C, avec une amplitude thermique annuelle de 16,1 °C. Le cumul annuel moyen de précipitations est de 963 mm, avec 10,1 jours de précipitations en janvier et 4,4 jours en juillet. Pour la période 1991-2020, la température moyenne annuelle observée sur la station météorologique la plus proche, située sur la commune de Montlaur à 9 km à vol d'oiseau, est de 12,5 °C et le cumul annuel moyen de précipitations est de 705,4 mm,. Pour l'avenir, les paramètres climatiques de la commune estimés pour 2050 selon différents scénarios d'émission de gaz à effet de serre sont consultables sur un site dédié publié par Météo-France en novembre 2022.

### Milieux naturels et biodiversité

#### Espaces protégés
La protection réglementaire est le mode d’intervention le plus fort pour préserver des espaces naturels remarquables et leur biodiversité associée.
Dans ce cadre, la commune fait partie d'un espace protégé, le Parc naturel régional des Grands Causses, créé en 1995 et d'une superficie de 327 937 ha, s'étend sur 97 communes. Ce territoire rural habité, reconnu au niveau national pour sa forte valeur patrimoniale et paysagère, s’organise autour d’un projet concerté de développement durable, fondé sur la protection et la valorisation de son patrimoine,,.

#### Zones naturelles d'intérêt écologique, faunistique et floristique

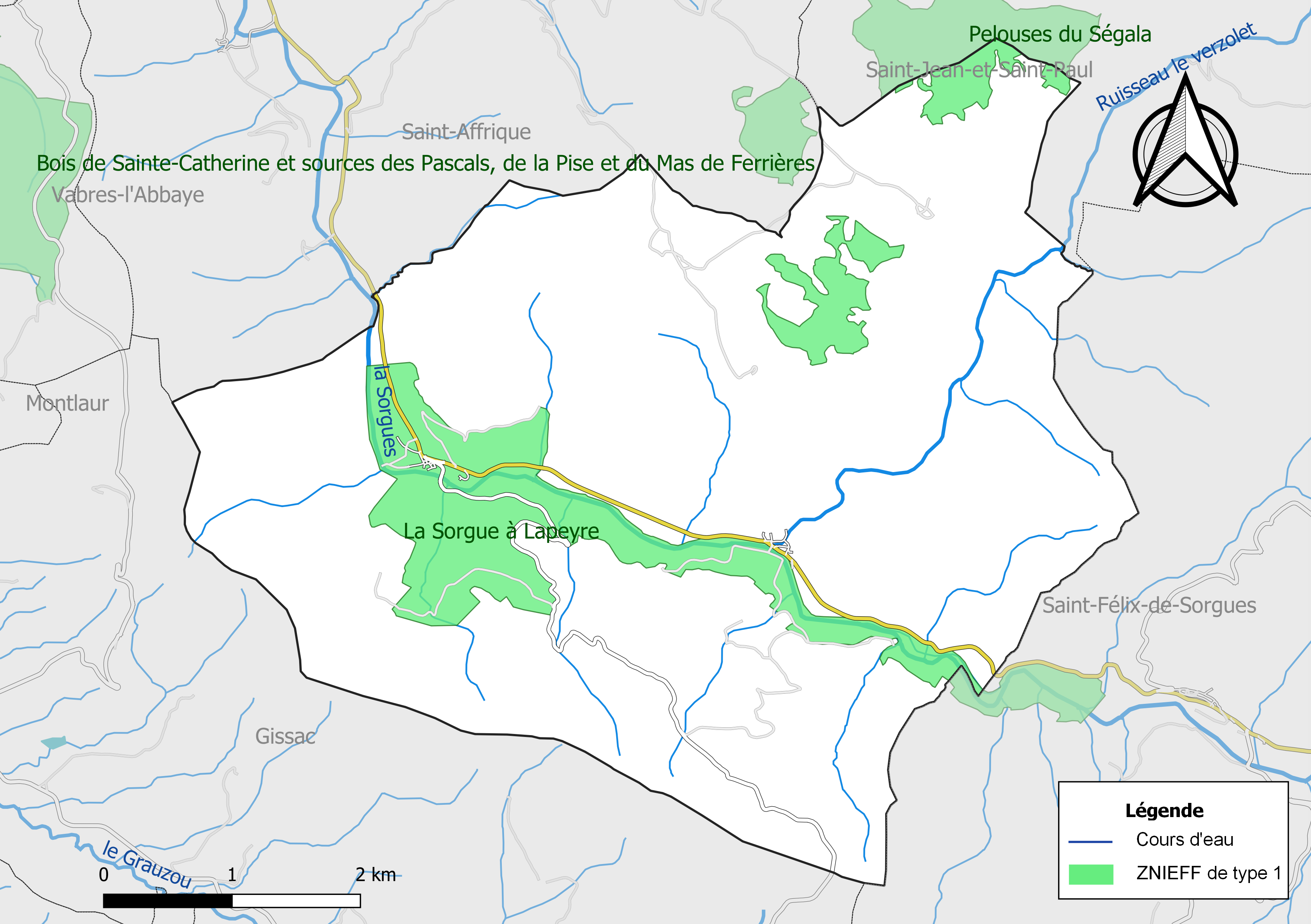
Carte des ZNIEFF de type 1 localisées sur la commune.

L’inventaire des zones naturelles d'intérêt écologique, faunistique et floristique (ZNIEFF) a pour objectif de réaliser une couverture des zones les plus intéressantes sur le plan écologique, essentiellement dans la perspective d’améliorer la connaissance du patrimoine naturel national et de fournir aux différents décideurs un outil d’aide à la prise en compte de l’environnement dans l’aménagement du territoire.
Le territoire communal de Versols-et-Lapeyre comprend deux ZNIEFF de type 1, :
- « La Sorgue à Lapeyre » (319 ha), couvrant 2 communes du département[18] ;
- les « Pelouses du Ségala » (203,8 ha), couvrant 3 communes du département[19]

## Urbanisme

### Typologie
Au 1er janvier 2024, Versols-et-Lapeyre est catégorisée commune rurale à habitat dispersé, selon la nouvelle grille communale de densité à 7 niveaux définie par l'Insee en 2022.
Elle est située hors unité urbaine. Par ailleurs la commune fait partie de l'aire d'attraction de Saint-Affrique, dont elle est une commune de la couronne,. Cette aire, qui regroupe 16 communes, est catégorisée dans les aires de moins de 50 000 habitants,.

### Occupation des sols

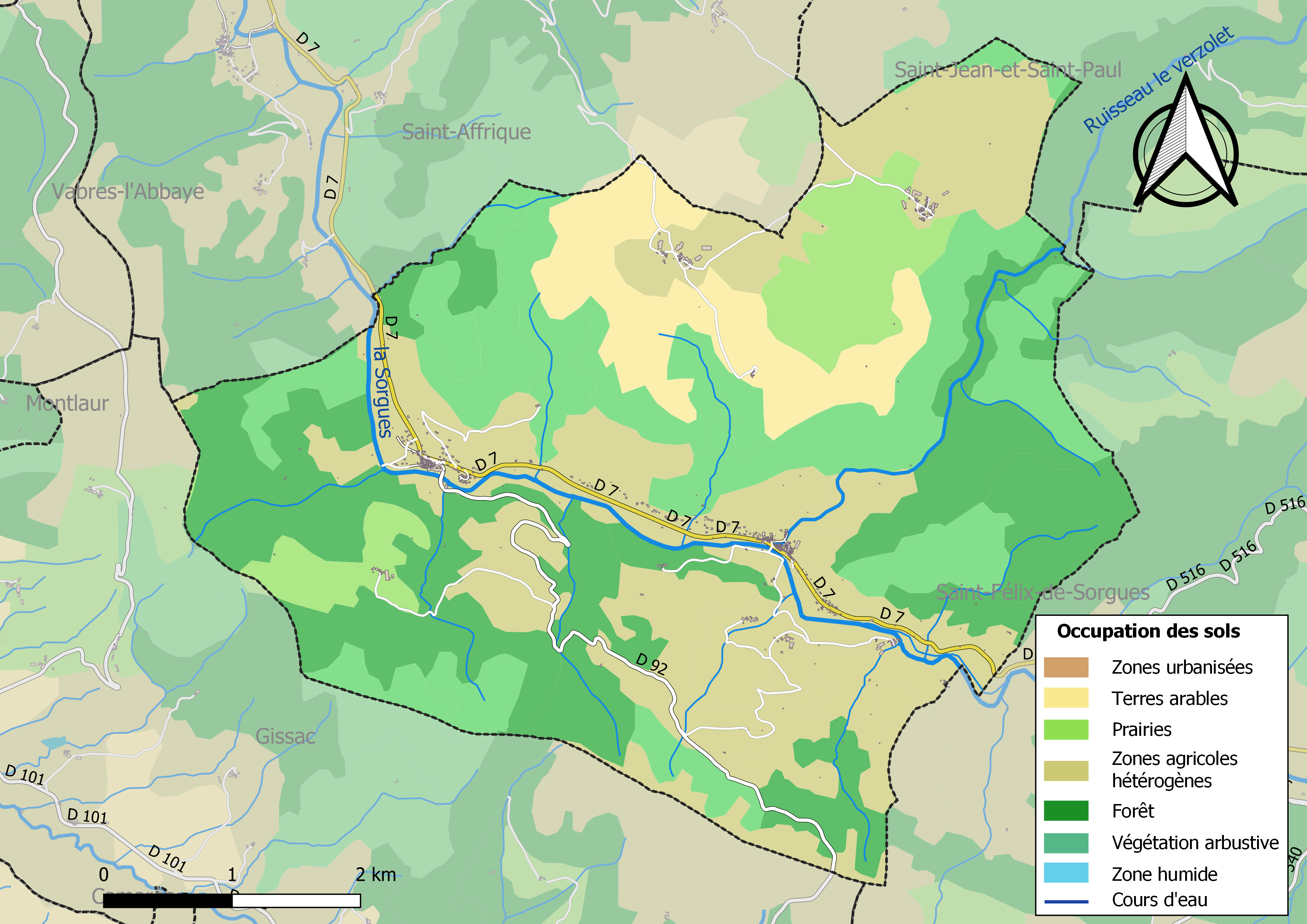
Infrastructures et occupation des sols de la commune de Versols-et-Lapeyre.

L'occupation des sols de la commune, telle qu'elle ressort de la base de données européenne d’occupation biophysique des sols Corine Land Cover (CLC), est marquée par l'importance des forêts et milieux semi-naturels (50,3 % en 2018), en diminution par rapport à 1990 (54 %). La répartition détaillée en 2018 est la suivante : 
zones agricoles hétérogènes (34,5 %), forêts (27,4 %), milieux à végétation arbustive et/ou herbacée (22,9 %), terres arables (8,2 %), prairies (7 %).

### Planification
La loi SRU du 13 décembre 2000 a incité fortement les communes à se regrouper au sein d’un établissement public, pour déterminer les partis d’aménagement de l’espace au sein d’un SCoT, un document essentiel d’orientation stratégique des politiques publiques à une grande échelle. La commune est dans le territoire du SCoT du Parc naturel régional des Grands Causses, approuvé le vendredi 7 juillet 2017 par le comité syndical et mis à l’enquête publique en décembre 2019. La structure porteuse est le Pôle d'équilibre territorial et rural du PNR des Grands Causses, qui associe huit communautés de communes, notamment la communauté de communes Saint Affricain, Roquefort, Sept Vallons, dont la commune est membre.
La commune disposait en 2017 d'une carte communale approuvée et un plan local d'urbanisme était en élaboration.

### Villages, hameaux et lieux-dits
Outre les bourgs de Lapeyre et de Versols proprement dits, le territoire communal se compose de quelques autres villages ou hameaux :
- le Causse de Nissac
- Cinzelles
- Hermilix
- la Jasse
- Mas de Baby
- Mas de Jean Peyre
- Montalègre
- le Perguis
- Puech Mets
- les Tuiles.

### Risques majeurs
Le territoire de la commune de Versols-et-Lapeyre est vulnérable à différents aléas naturels : inondations, climatiques (hiver exceptionnel ou canicule), feux de forêts et séisme (sismicité très faible).
Il est également exposé à un risque particulier, le risque radon,.

#### Risques naturels

Zones inondables de la commune de Versols-et-Lapeyre.

Certaines parties du territoire communal sont susceptibles d’être affectées par le risque d’inondation par débordement de la Sorgues. Les dernières grandes crues historiques, ayant touché plusieurs parties du département, remontent aux 3 et 4 décembre 2003 (dans les bassins du Lot, de l'Aveyron, du Viaur et du Tarn) et au 28 novembre 2014 (bassins de la Sorgues et du Dourdou). Ce risque est pris en compte dans l'aménagement du territoire de la commune par le biais du Plan de prévention du risque inondation (PPRI) du bassin du bassin de la « Sorgues et du Dourdou de Camarès aval », approuvé le 23 mai 2017.
Le Plan départemental de protection des forêts contre les incendies découpe le département de l’Aveyron en sept « bassins de risque » et définit une sensibilité des communes à l’aléa feux de forêt (de faible à très forte). La commune est classée en sensibilité forte.
Les mouvements de terrains susceptibles de se produire sur la commune sont liés à la présence de cavités souterraines localisées sur la commune,.

#### Risque particulier
Dans plusieurs parties du territoire national, le radon, accumulé dans certains logements ou autres locaux, peut constituer une source significative d’exposition de la population aux rayonnements ionisants. Toutes les communes du département sont concernées par le risque radon à un niveau plus ou moins élevé. Selon le dossier départemental des risques majeurs du département établi en 2013, la commune de Versols-et-Lapeyre est classée à risque faible. Un décret du 4 juin 2018 a modifié la terminologie du zonage définie dans le code de la santé publique et a été complété par un arrêté du 27 juin 2018 portant délimitation des zones à potentiel radon du territoire français. La commune est désormais en zone 1, à savoir zone à potentiel radon faible.

## Histoire
La seigneurie de Versols, avec son château éponyme, citée en 1132, appartenait à la  famille de Roquefeuil-Versols, jusqu'au XVIIe siècle, époque où elle est transmise par la dernière héritière à la famille d'Yzarn de Valady.
La seigneurie de Lapeyre relevait du comte de Rodez.
Dans les toutes premières années de la Révolution française, la commune de Lapeyre a fusionné avec celle de Versols, formant la commune de Versols-et-Lapeyre.

## Politique et administration

### Découpage territorial
La commune de Versols-et-Lapeyre est membre de la communauté de communes Saint Affricain, Roquefort, Sept Vallons, un établissement public de coopération intercommunale (EPCI) à fiscalité propre créé le 1er janvier 2017 dont le siège est à Vabres-l'Abbaye. Ce dernier est par ailleurs membre d'autres groupements intercommunaux.
Sur le plan administratif, elle est rattachée à l'arrondissement de Millau, au département de l'Aveyron et à la région Occitanie. Sur le plan électoral, elle dépend du  canton de Saint-Affrique pour l'élection des conseillers départementaux, depuis le redécoupage cantonal de 2014 entré en vigueur en 2015, et de la troisième circonscription de l'Aveyron  pour les élections législatives, depuis le dernier découpage électoral de 2010.

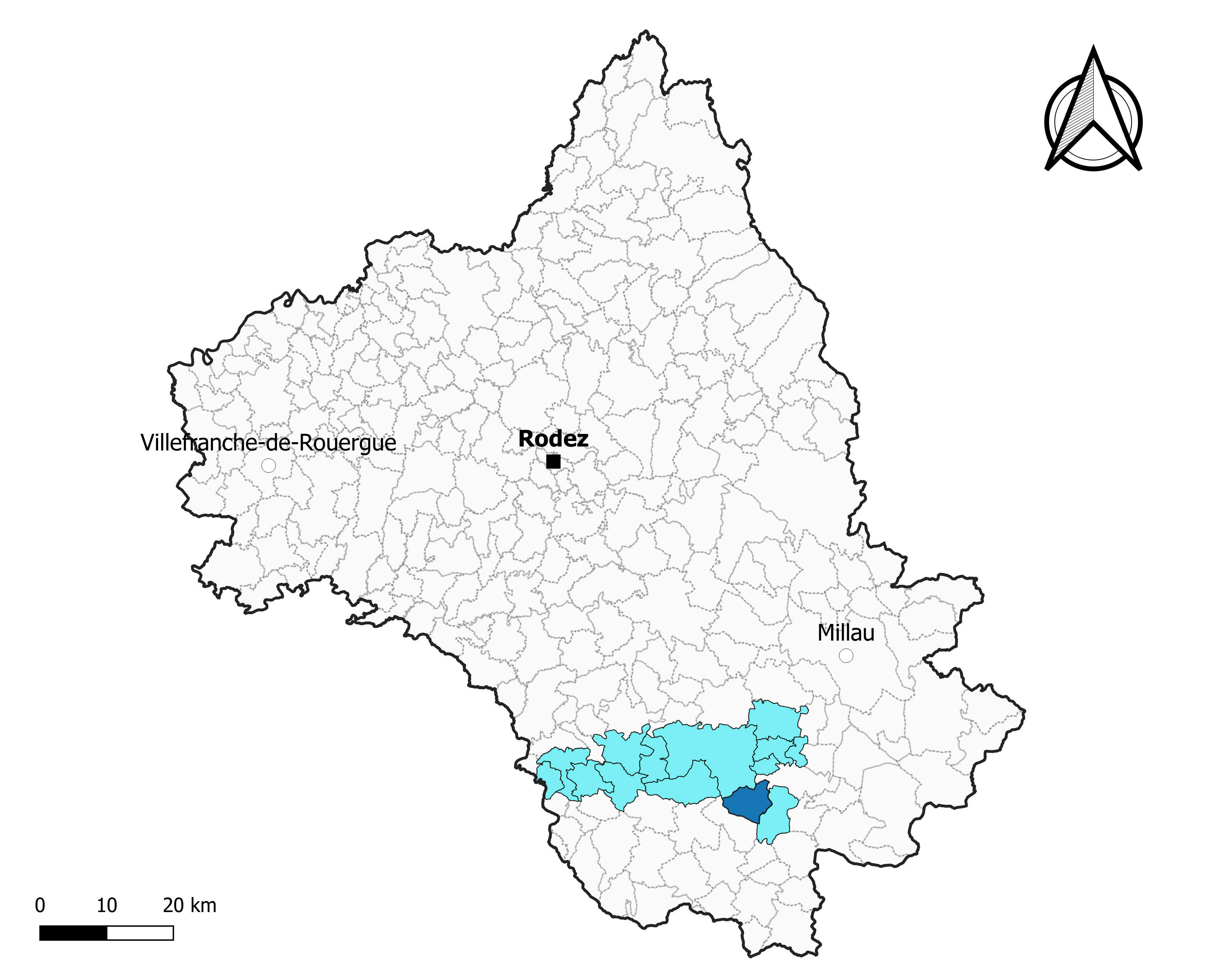
Versols-et-Lapeyre dans l'intercommunalité en 2020.
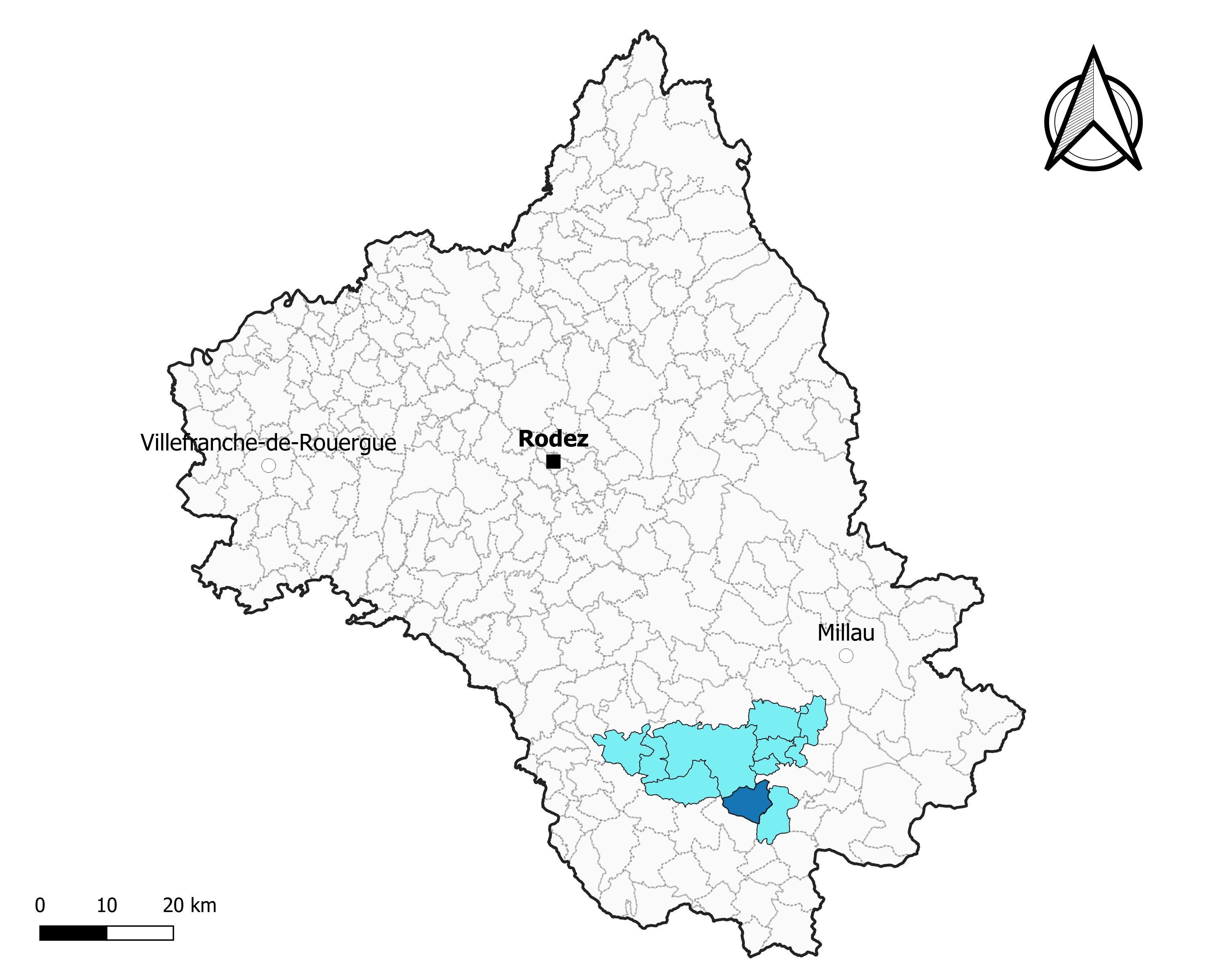
Versols-et-Lapeyre dans le canton de Saint-Affrique en 2020.
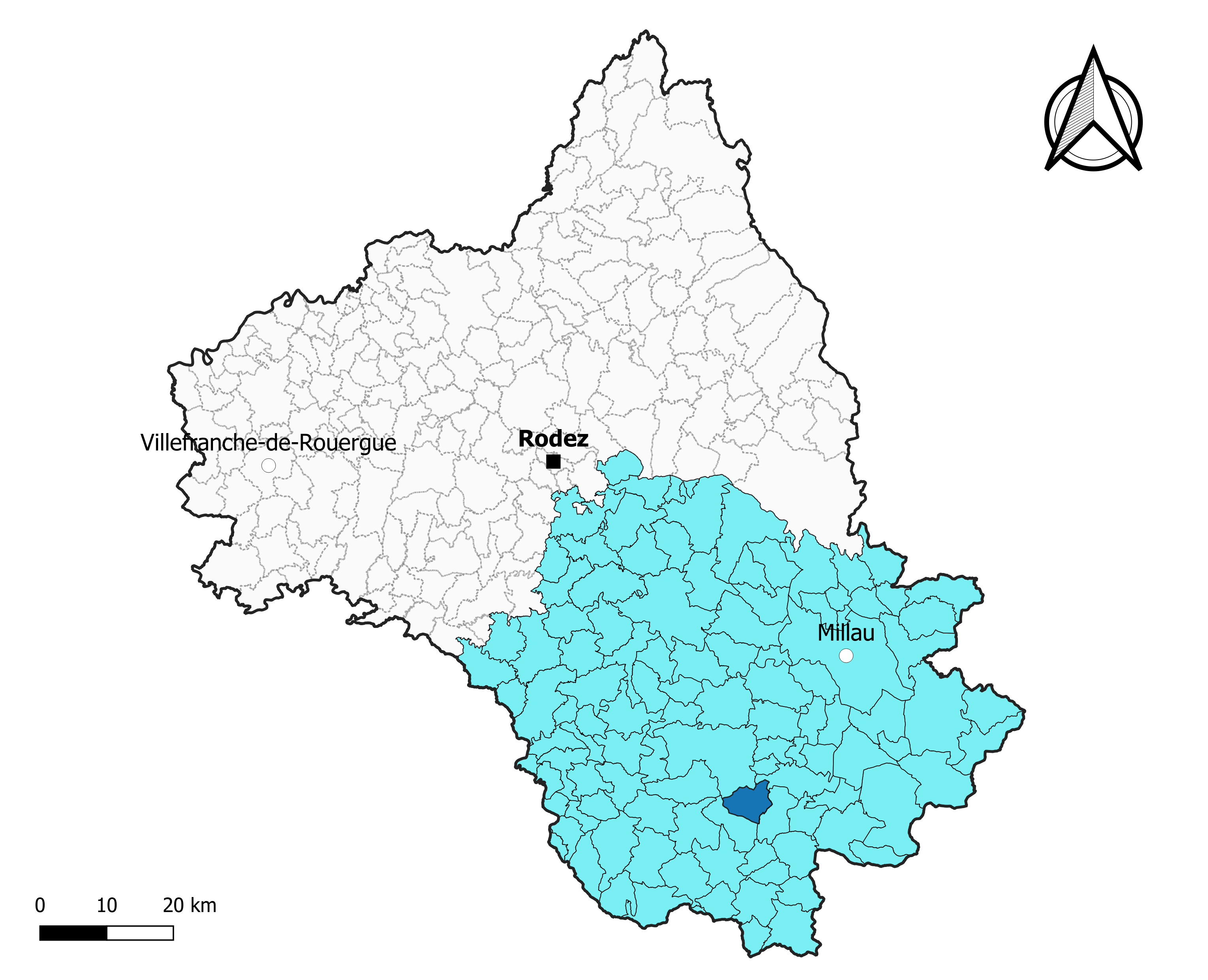
Versols-et-Lapeyre dans l'arrondissement de Millau en 2020.

### Élections municipales et communautaires

#### Élections de 2020
Le conseil municipal de Versols-et-Lapeyre, commune de moins de 1 000 habitants, est élu au scrutin majoritaire plurinominal à deux tours avec candidatures isolées ou groupées et possibilité de panachage. Compte tenu de la population communale, le nombre de sièges à pourvoir lors des élections municipales de 2020 est de 11. La totalité des onze candidats en lice est élue dès le premier tour, le 15 mars 2020, avec un taux de participation de 60,1 %.
Marc Desoteux est élu nouveau maire de la commune le 23 mai 2020.
Dans les communes de moins de 1 000 habitants, les conseillers communautaires sont désignés parmi les conseillers municipaux élus en suivant l’ordre du tableau (maire, adjoints puis conseillers municipaux) et dans la limite du nombre de sièges attribués à la commune au sein du conseil communautaire. Un siège est attribué à la commune au sein de la communauté de communes Saint Affricain, Roquefort, Sept Vallons.

#### Liste des maires

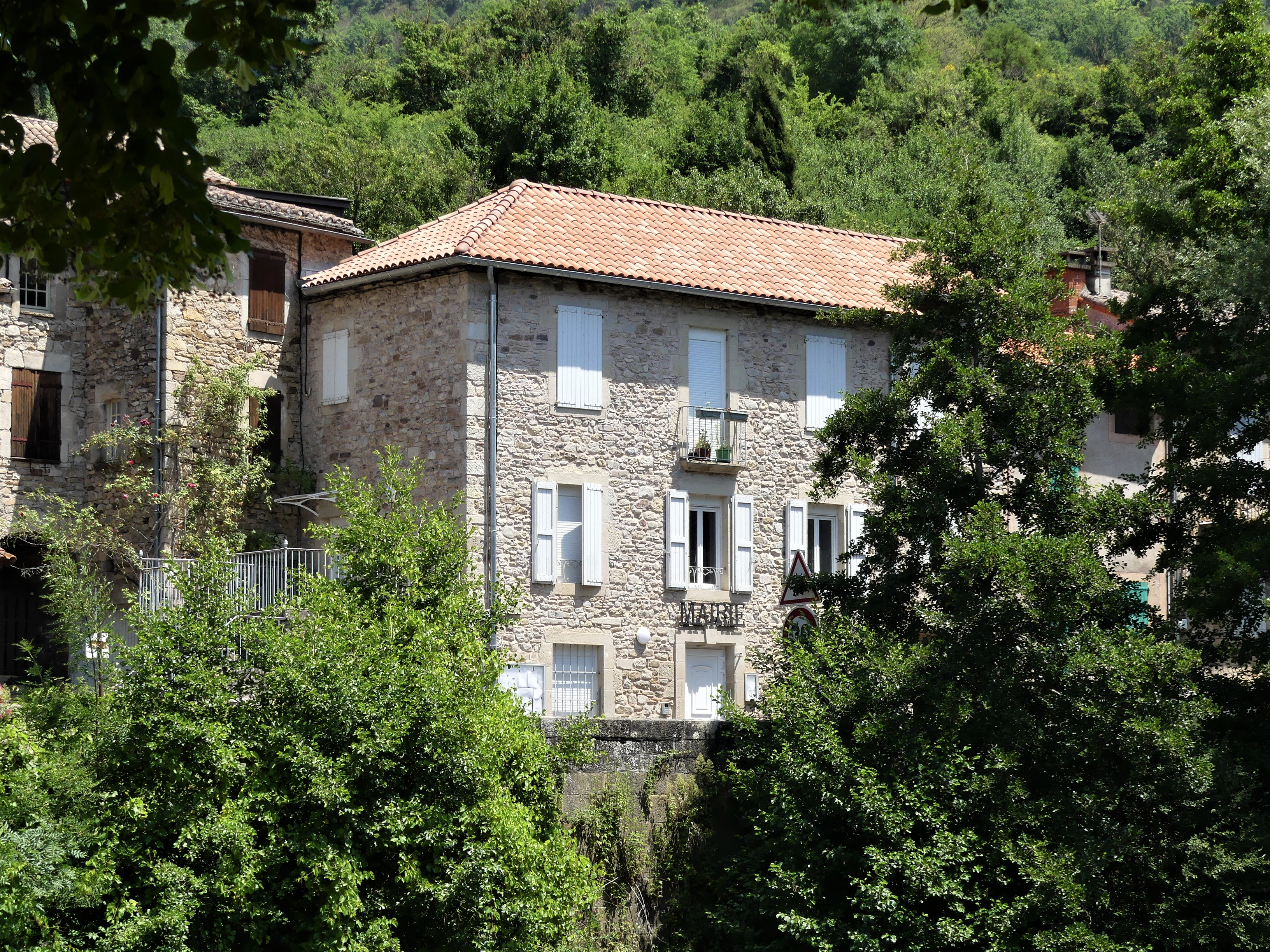
La mairie en 2019.

| Période                                  | Période  | Identité       | Étiquette | Qualité  |
| ---------------------------------------- | -------- | -------------- | --------- | -------- |
| Les données manquantes sont à compléter. |          |                |           |          |
|                                          |          |                |           |          |
| 2001                                     | 2008     | Cathy Palliès  |           |          |
| mars 2008                                | mai 2020 | Patrick Guenot | PS        | Retraité |
| mai 2020                                 | En cours | Marc Desoteux  |           |          |

## Démographie
L'évolution du nombre d'habitants est connue à travers les recensements de la population effectués dans la commune depuis 1793. Pour les communes de moins de 10 000 habitants, une enquête de recensement portant sur toute la population est réalisée tous les cinq ans, les populations de référence des années intermédiaires étant quant à elles estimées par interpolation ou extrapolation. Pour la commune, le premier recensement exhaustif entrant dans le cadre du nouveau dispositif a été réalisé en 2007.

En 2022, la commune comptait 419 habitants, en évolution de −2,56 % par rapport à 2016 (Aveyron : +0,37 %, France hors Mayotte : +2,11 %).
| 1793 | 1800 | 1836 | 1841 | 1846 | 1851 | 1856 | 1861 | 1866 |
| ---- | ---- | ---- | ---- | ---- | ---- | ---- | ---- | ---- |
| 676  | 737  | 869  | 825  | 859  | 812  | 772  | 769  | 697  |

| 1872 | 1876 | 1881 | 1886 | 1891 | 1896 | 1901 | 1906 | 1911 |
| ---- | ---- | ---- | ---- | ---- | ---- | ---- | ---- | ---- |
| 668  | 734  | 753  | 687  | 609  | 659  | 669  | 604  | 480  |

| 1921 | 1926 | 1931 | 1936 | 1946 | 1954 | 1962 | 1968 | 1975 |
| ---- | ---- | ---- | ---- | ---- | ---- | ---- | ---- | ---- |
| 428  | 498  | 467  | 485  | 483  | 432  | 374  | 310  | 260  |

| 1982 | 1990 | 1999 | 2006 | 2007 | 2012 | 2017 | 2022 | - |
| ---- | ---- | ---- | ---- | ---- | ---- | ---- | ---- | - |
| 307  | 340  | 353  | 427  | 437  | 458  | 420  | 419  | - |

## Économie

### Revenus
En 2018  (données Insee publiées en septembre 2021), la commune compte 180 ménages fiscaux, regroupant 418 personnes. La médiane du revenu disponible par unité de consommation est de 21 230 € (20 640 € dans le département).

### Emploi
| Division       | 2008  | 2013  | 2018  |
| -------------- | ----- | ----- | ----- |
| Commune        | 2,7 % | 5,1 % | 6,7 % |
| Département    | 5,4 % | 7,1 % | 7,1 % |
| France entière | 8,3 % | 10 %  | 10 %  |

En 2018, la population âgée de 15 à 64 ans s'élève à 252 personnes, parmi lesquelles on compte 77,2 % d'actifs (70,5 % ayant un emploi et 6,7 % de chômeurs) et 22,8 % d'inactifs,. Depuis 2008, le taux de chômage communal (au sens du recensement) des 15-64 ans est inférieur à celui de la France et du département.
La commune fait partie de la couronne de l'aire d'attraction de Saint-Affrique, du fait qu'au moins 15 % des actifs travaillent dans le pôle,. Elle compte 62 emplois en 2018, contre 67 en 2013 et 83 en 2008. Le nombre d'actifs ayant un emploi résidant dans la commune est de 179, soit un indicateur de concentration d'emploi de 34,6 % et un taux d'activité parmi les 15 ans ou plus de 56,7 %.
Sur ces 179 actifs de 15 ans ou plus ayant un emploi, 42 travaillent dans la commune, soit 23 % des habitants. Pour se rendre au travail, 86,7 % des habitants utilisent un véhicule personnel ou de fonction à quatre roues, 1,7 % les transports en commun, 3,9 % s'y rendent en deux-roues, à vélo ou à pied et 7,8 % n'ont pas besoin de transport (travail au domicile).

### Activités hors agriculture
28 établissements sont implantés  à Versols-et-Lapeyre au 31 décembre 2019. Le tableau ci-dessous en détaille le nombre par secteur d'activité et compare les ratios avec ceux du département,.
Le secteur de l'industrie manufacturière, des industries extractives et autres est prépondérant sur la commune puisqu'il représente 32,1 % du nombre total d'établissements de la commune (9 sur les 28 entreprises implantées  à Versols-et-Lapeyre), contre 17,7 % au niveau départemental.

### Agriculture
La commune est dans les Grands Causses, une petite région agricole occupant le sud-est du département de l'Aveyron. En 2020, l'orientation technico-économique de l'agriculture  sur la commune est l'élevage d'ovins ou de caprins.
|               | 1988  | 2000  | 2010  | 2020  |
| ------------- | ----- | ----- | ----- | ----- |
| Exploitations | 16    | 15    | 15    | 15    |
| SAU (ha)      | 1 872 | 1 560 | 1 932 | 1 662 |

Le nombre d'exploitations agricoles en activité et ayant leur siège dans la commune est passé de 16 lors du recensement agricole de 1988  à 15 en 2000 puis à 15 en 2010 et enfin à 15 en 2020, soit une baisse de 6 % en 32 ans. Le même mouvement est observé à l'échelle du département qui a perdu pendant cette période 51 % de ses exploitations,. La surface agricole utilisée sur la commune a également diminué, passant de 1 872 ha en 1988 à 1 662 ha en 2020. Parallèlement la surface agricole utilisée moyenne par exploitation a baissé, passant de 117 à 111 ha.

## Culture locale et patrimoine
La commune est constituée de deux bourgs, Lapeyre et Versols, mentionnés dès le Xe siècle.
À Lapeyre, on trouve l’église primitive Saint-Caprais, avec notamment un tympan roman, dont les vestiges se trouvent dans l’enceinte du cimetière. On peut y voir la tombe de Elisabeth Médora Leigh-Byron. Dans l’église Notre-Dame-de-l'Assomption actuelle, construite au XIXe siècle, se trouve une statue de Carl Johann Steinhauser en marbre de Carrare de 1880 représentant la Vierge à l'Enfant. Enfin, le « Pont Vieux » du XIVe siècle permet de franchir la Sorgues.
À Versols, on peut remarquer le bourg fortifié et le château, l’église Saint-Thomas, et à l’extérieur du village, le vieux prieuré de Notre-Dame du Cayla et le château de Montalègre.

### Patrimoine civil
- Le château de Versols des XVe et XVIe siècles est inscrit au titre des monuments historiques depuis 1988 pour ses façades et toitures ainsi que le tinel gothique avec sa cheminée et ses vestiges de peintures murales[55]. Il a longtemps été possédé par la famille de Roquefeuil-Versols.
- Édifié au XIIIe siècle en rive sud de la Sorgues, à 900 mètres à l'ouest du bourg de Versols, le château de Montalègre est lui aussi inscrit pour ses façades et toitures, depuis 1978[56].
- Le pont Vieux de Lapeyre sur la Sorgues.

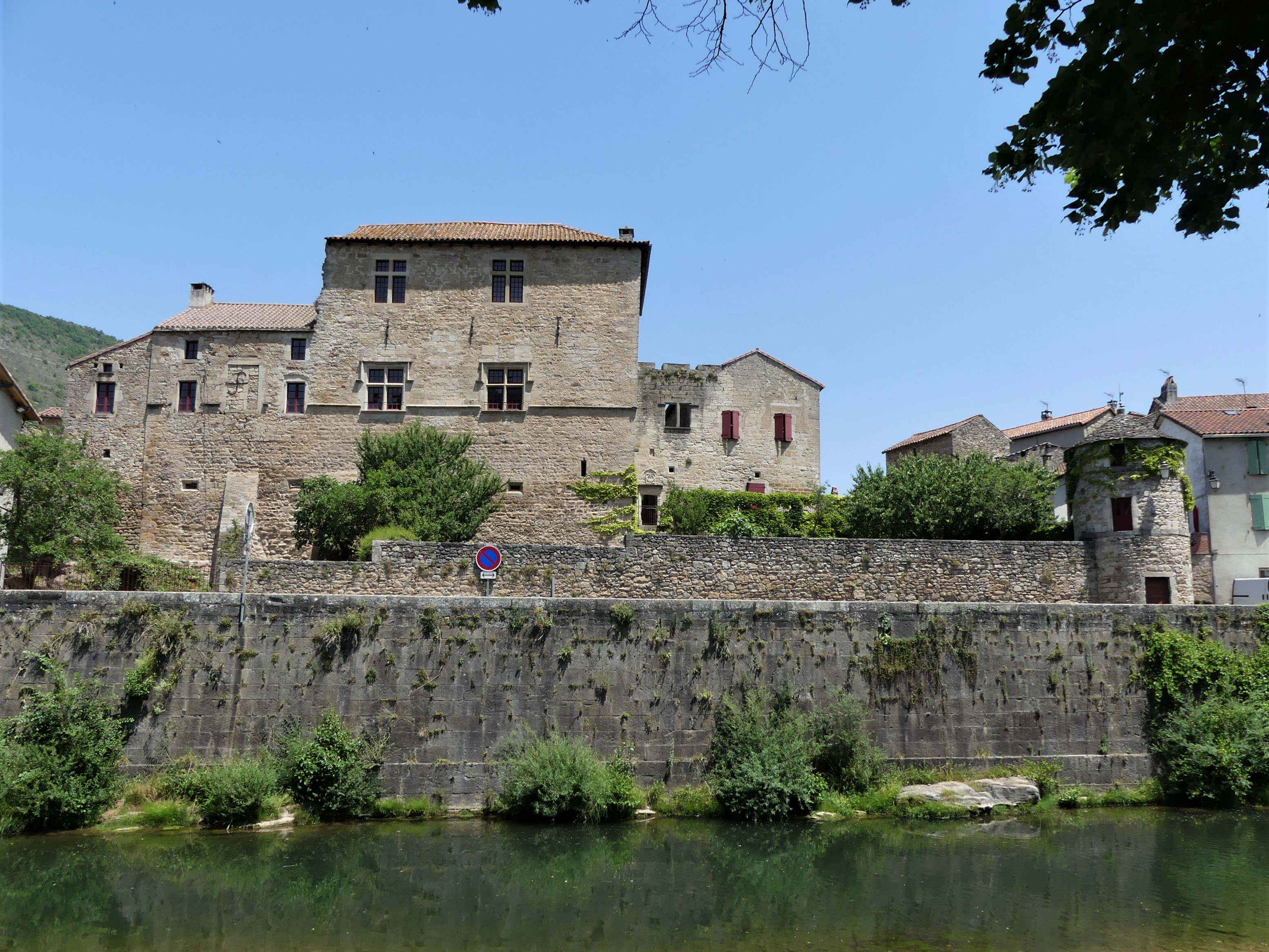
Le château de Versols.
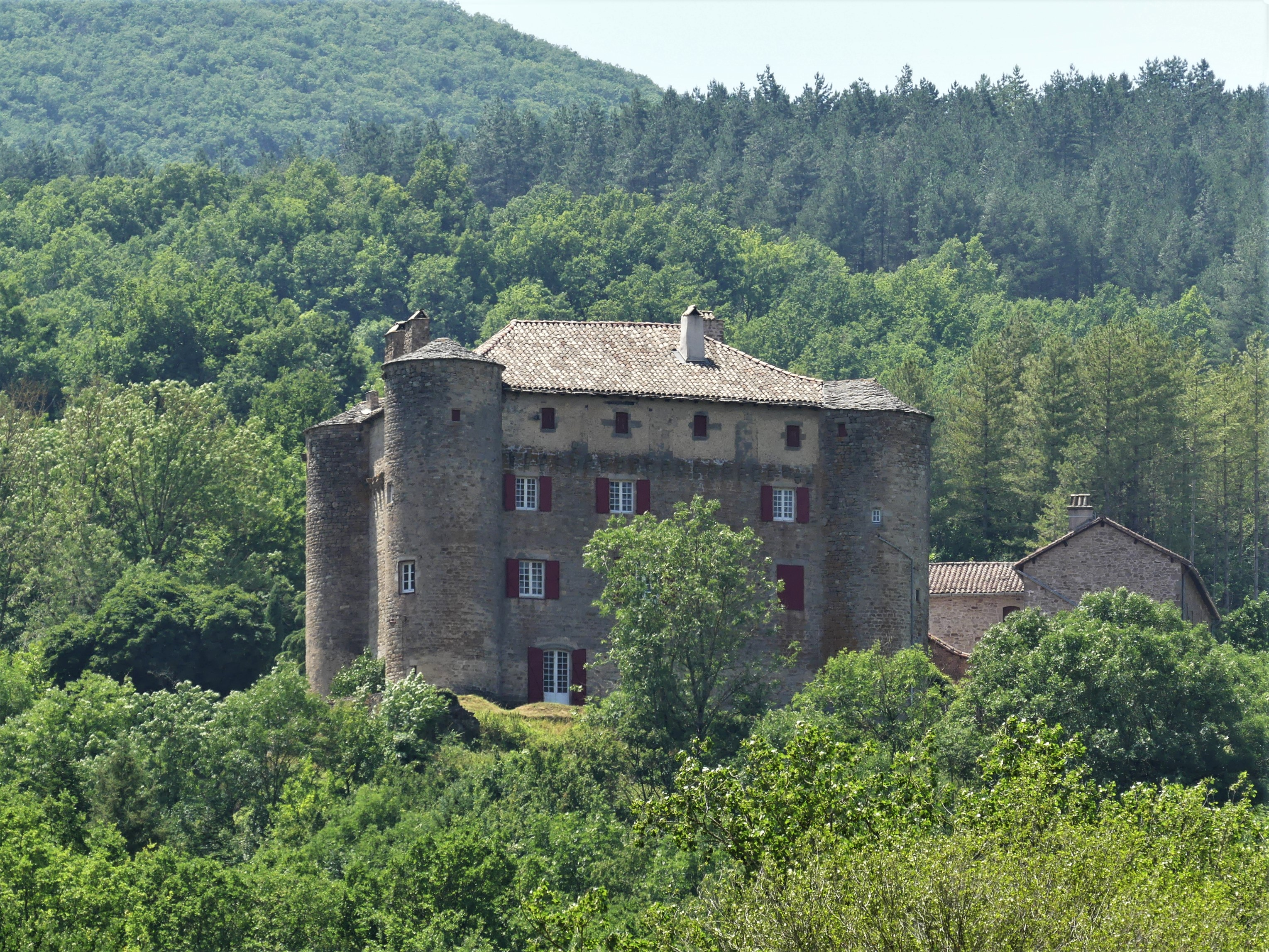
Le château de Montalègre.
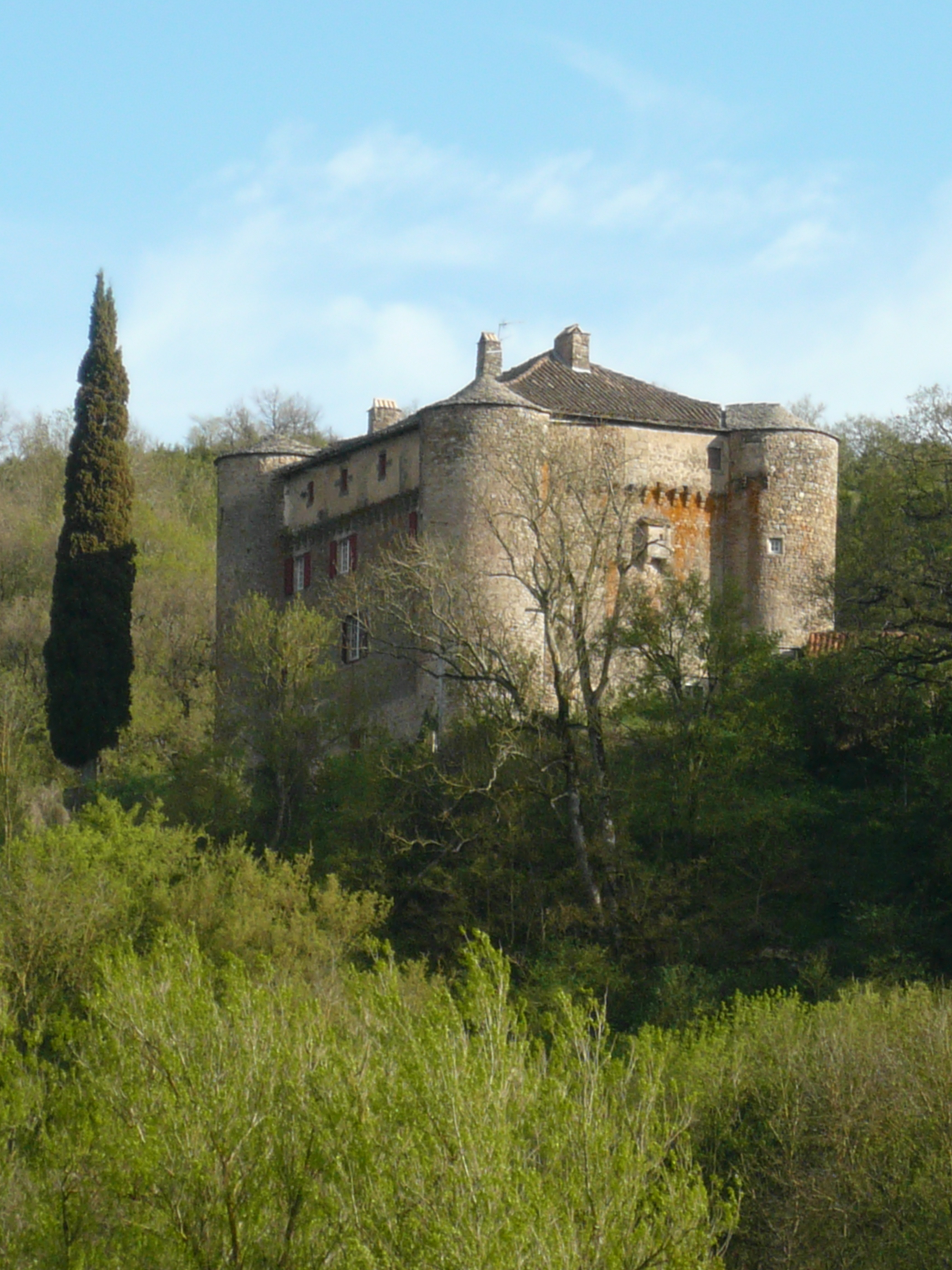
Idem.
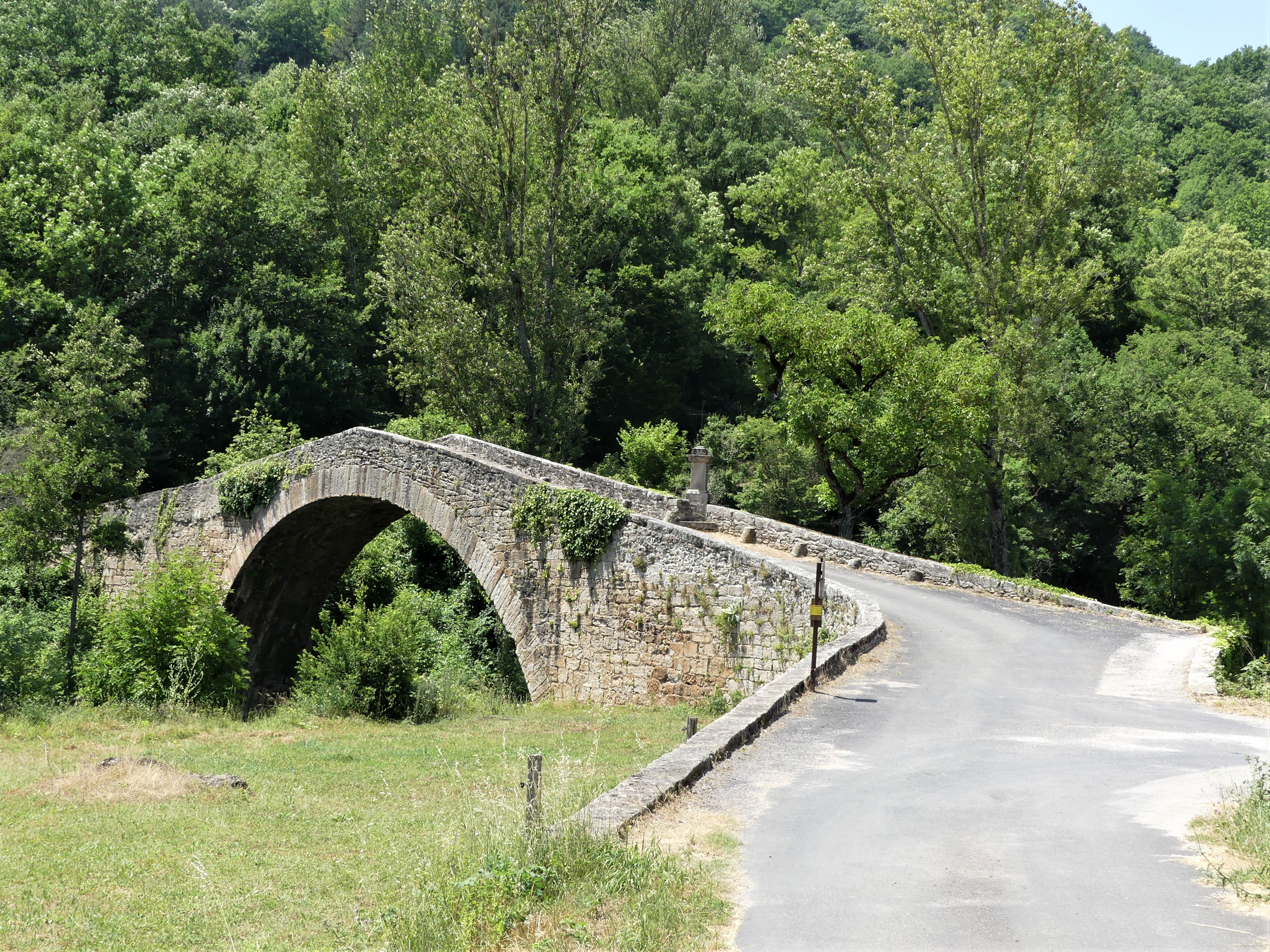
Le pont Vieux de Lapeyre.
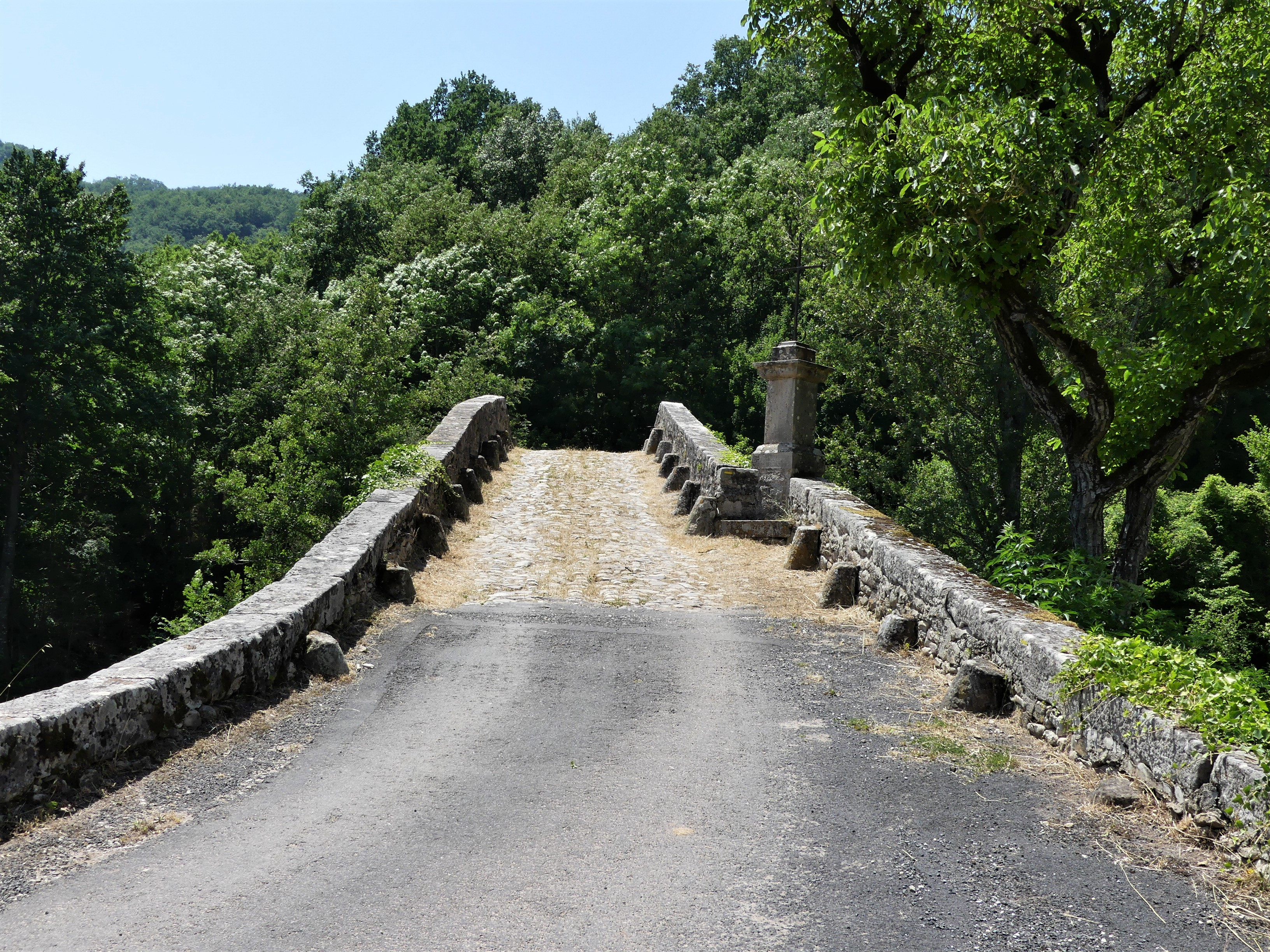
Idem.
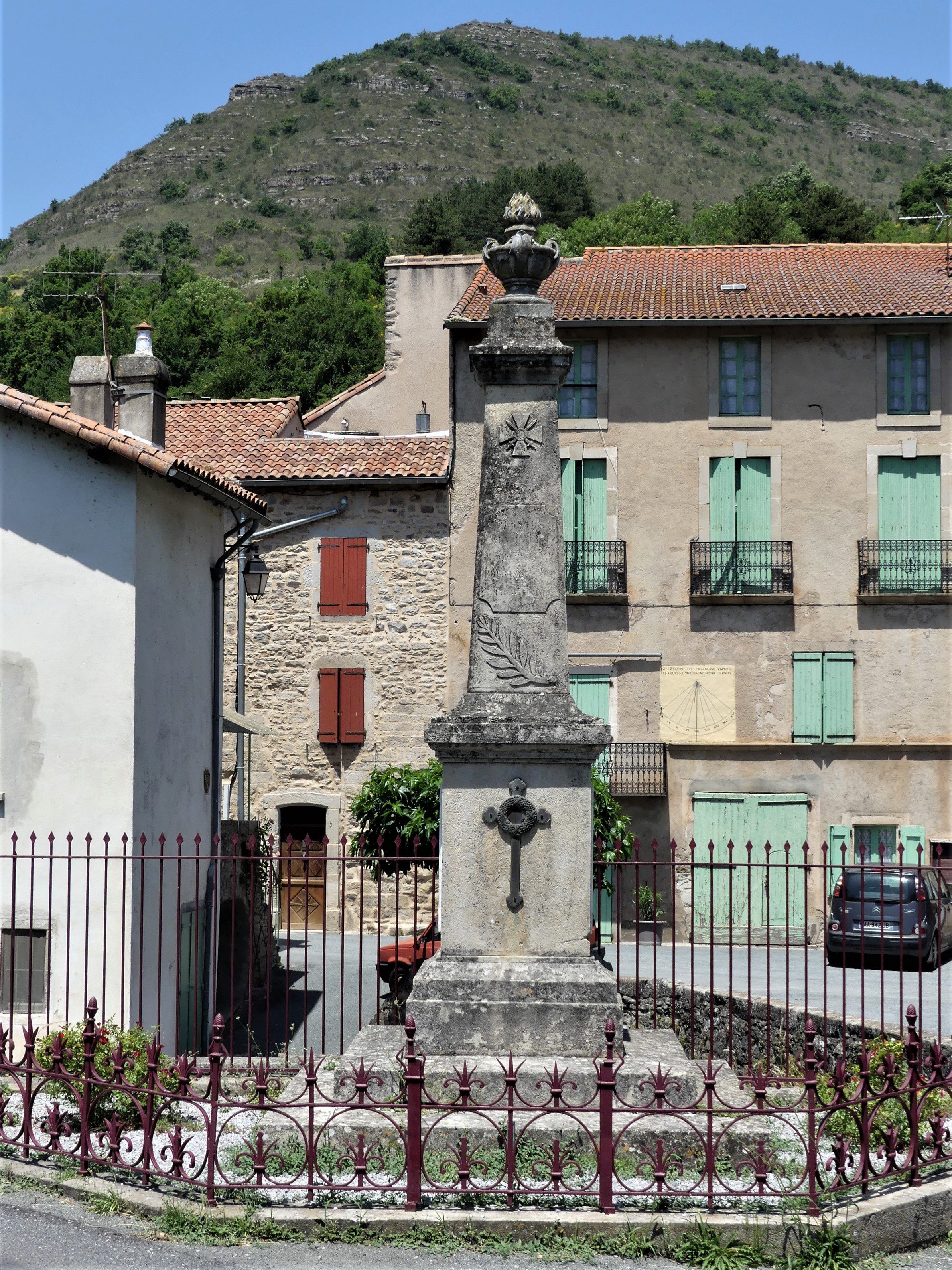
Le monument aux morts au bourg de Versols.

### Patrimoine religieux
- Prieuré Saint-Caprais de Lapeyre dont il subsiste le cimetière dans lequel se trouve le tombeau de Elisabeth Médora Leigh-Byron[57], fille du grand poète anglais Lord Byron, ainsi que l'ancienne église Saint-Caprais du XIe siècle, dont les vestiges du portail et du clocher sont classés depuis 1928 au titre des monuments historiques[58]. Le tympan roman du portail présente un décor sculpté naïf.
- Église Notre-Dame-de-l'Assomption de Lapeyre.
- Dans le bourg de Lapeyre, le tympan d'un portail roman a été remployé comme décor de la maison Reynes[59].
- Église Saint-Thomas de Versols.

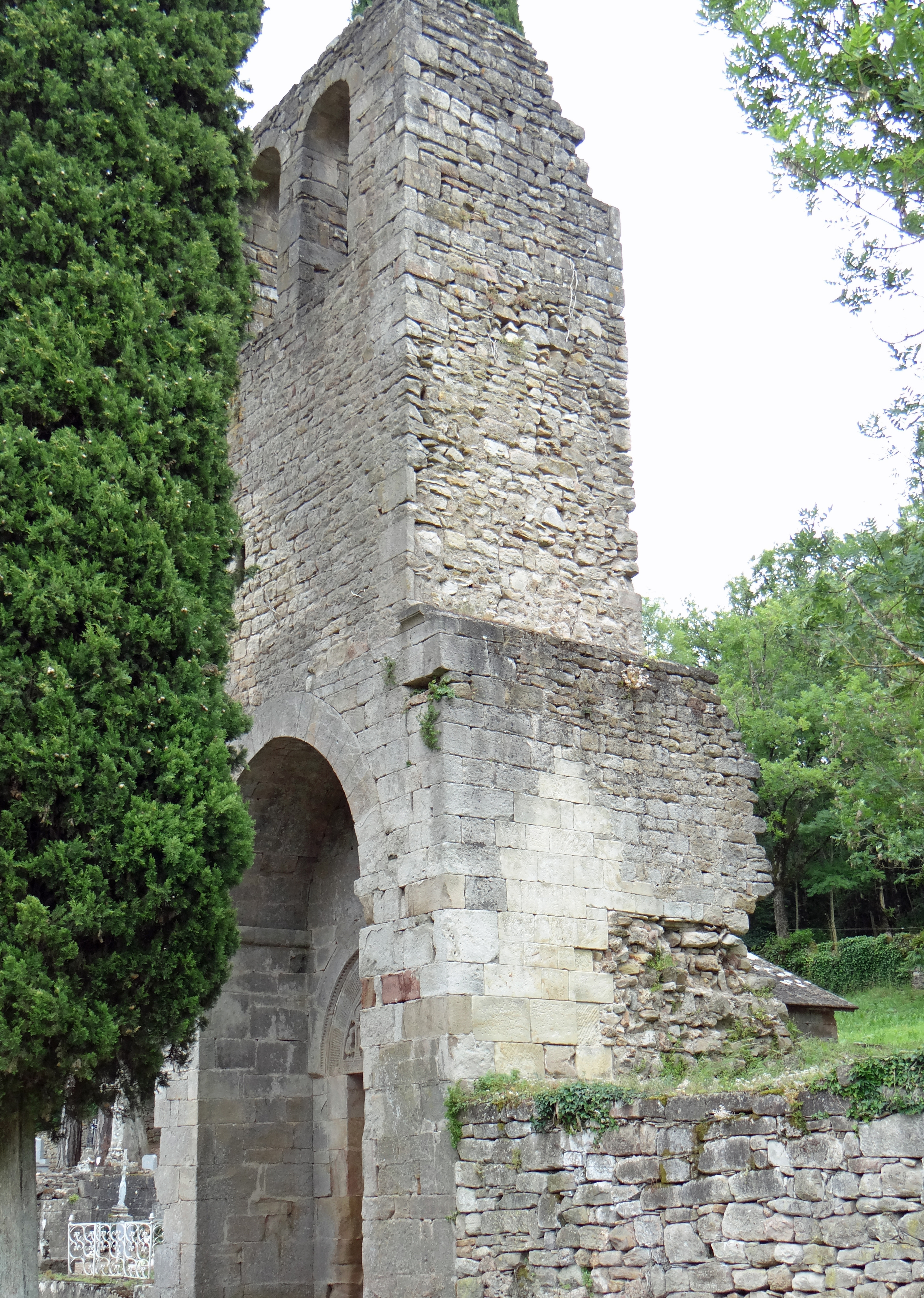
Les ruines du clocher de l'église Saint-Caprais de Lapeyre.
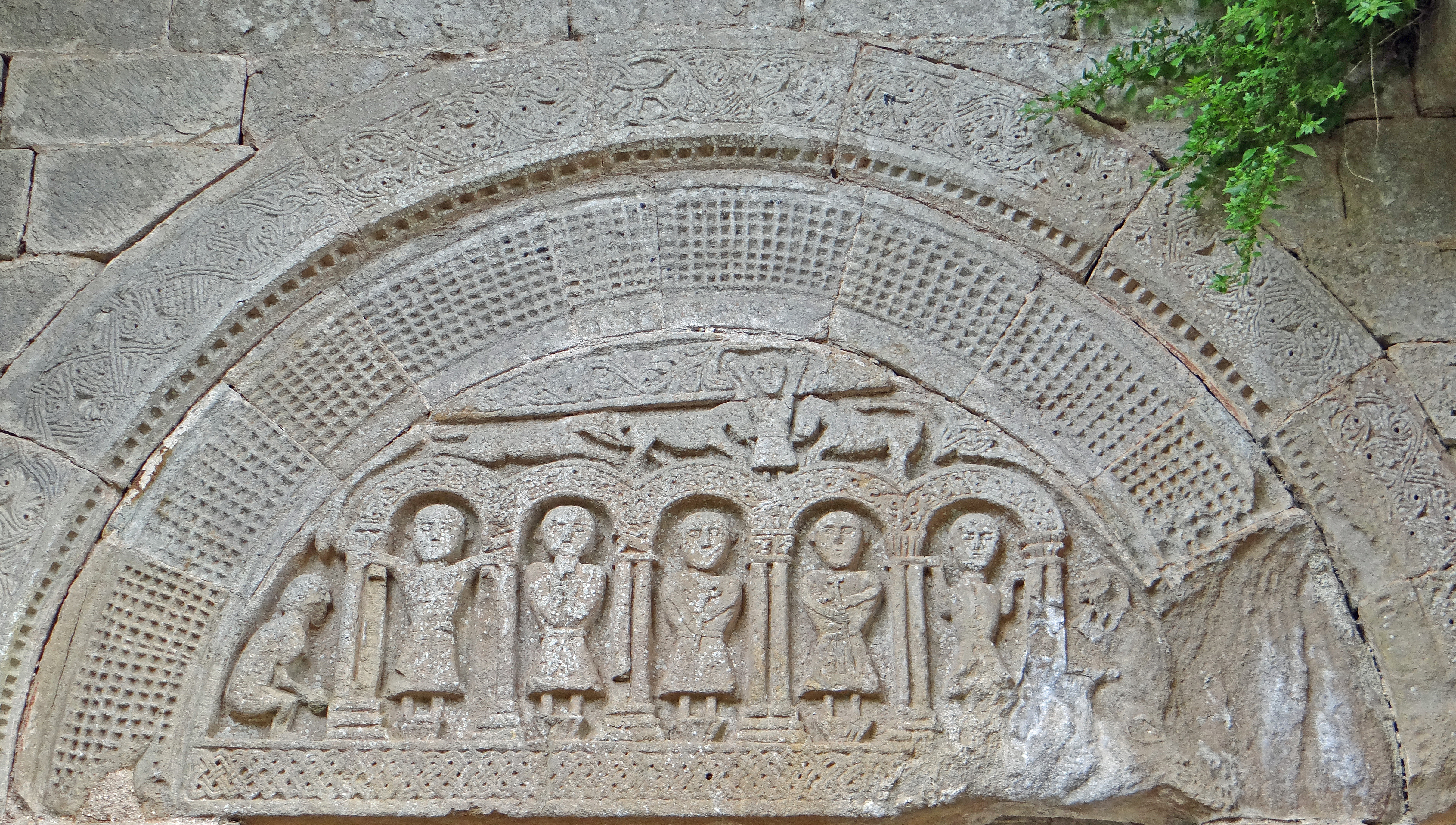
Le tympan de son portail.
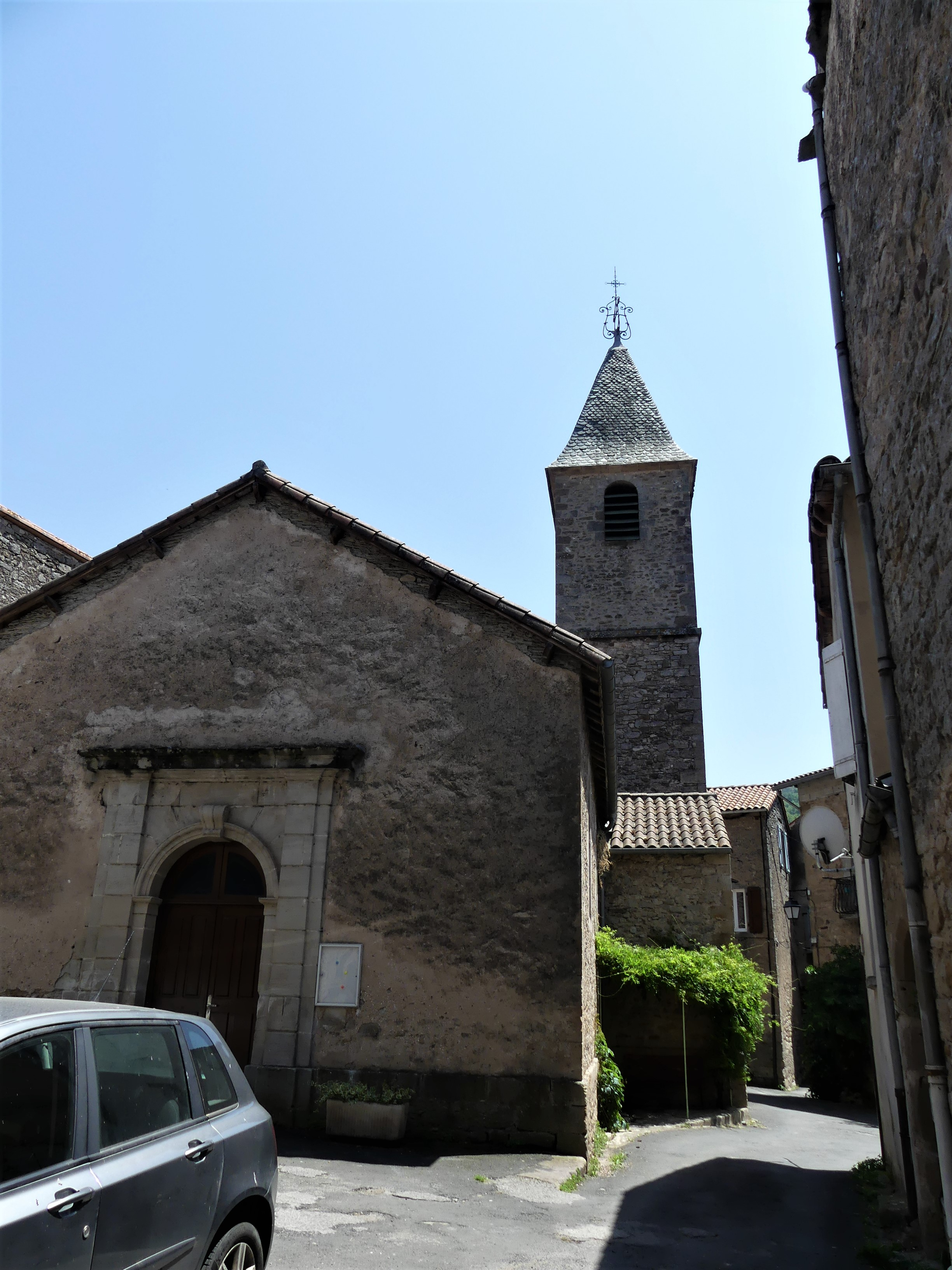
L'église Notre-Dame-de-l'Assomption de Lapeyre.
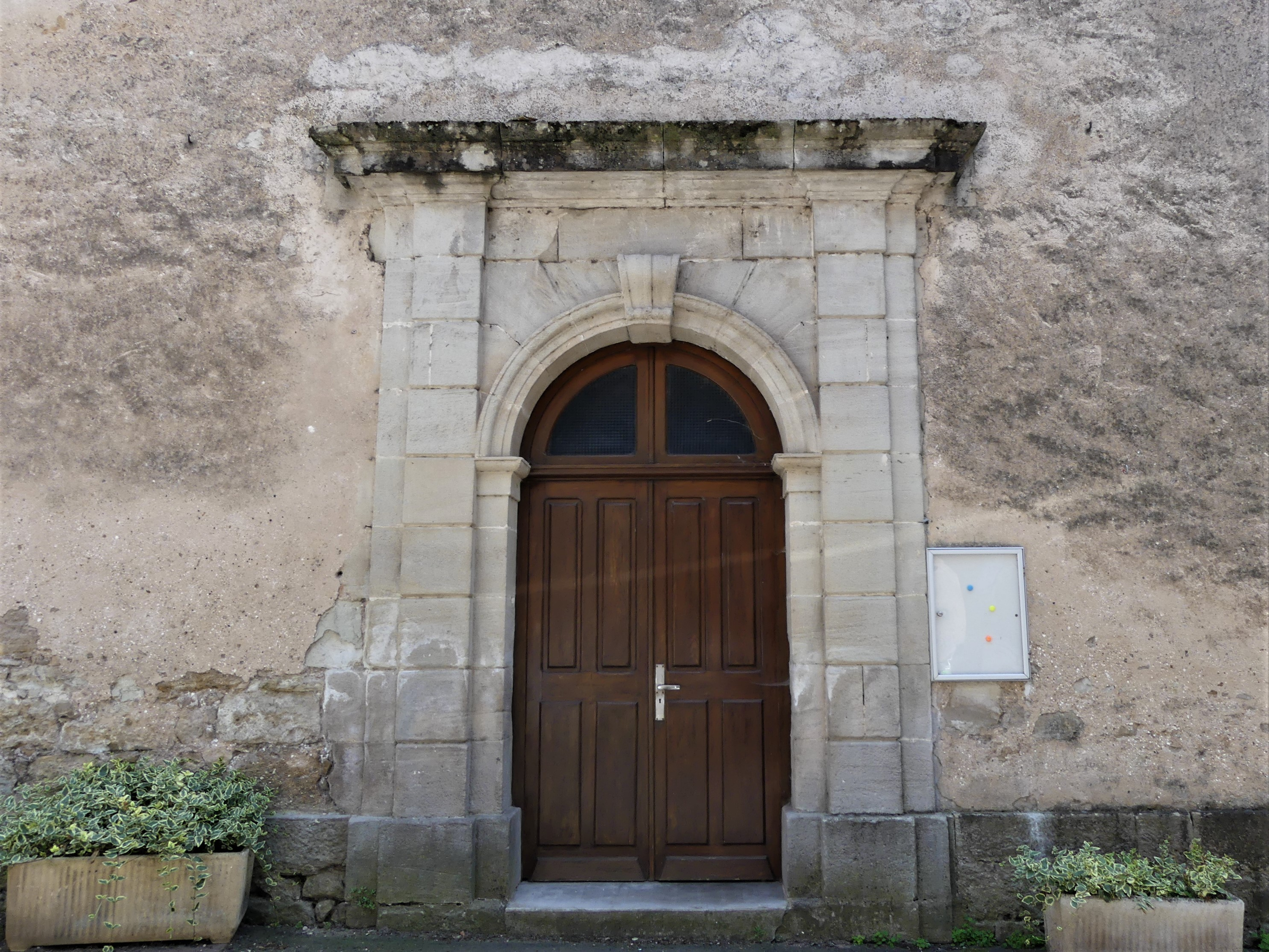
Son portail.
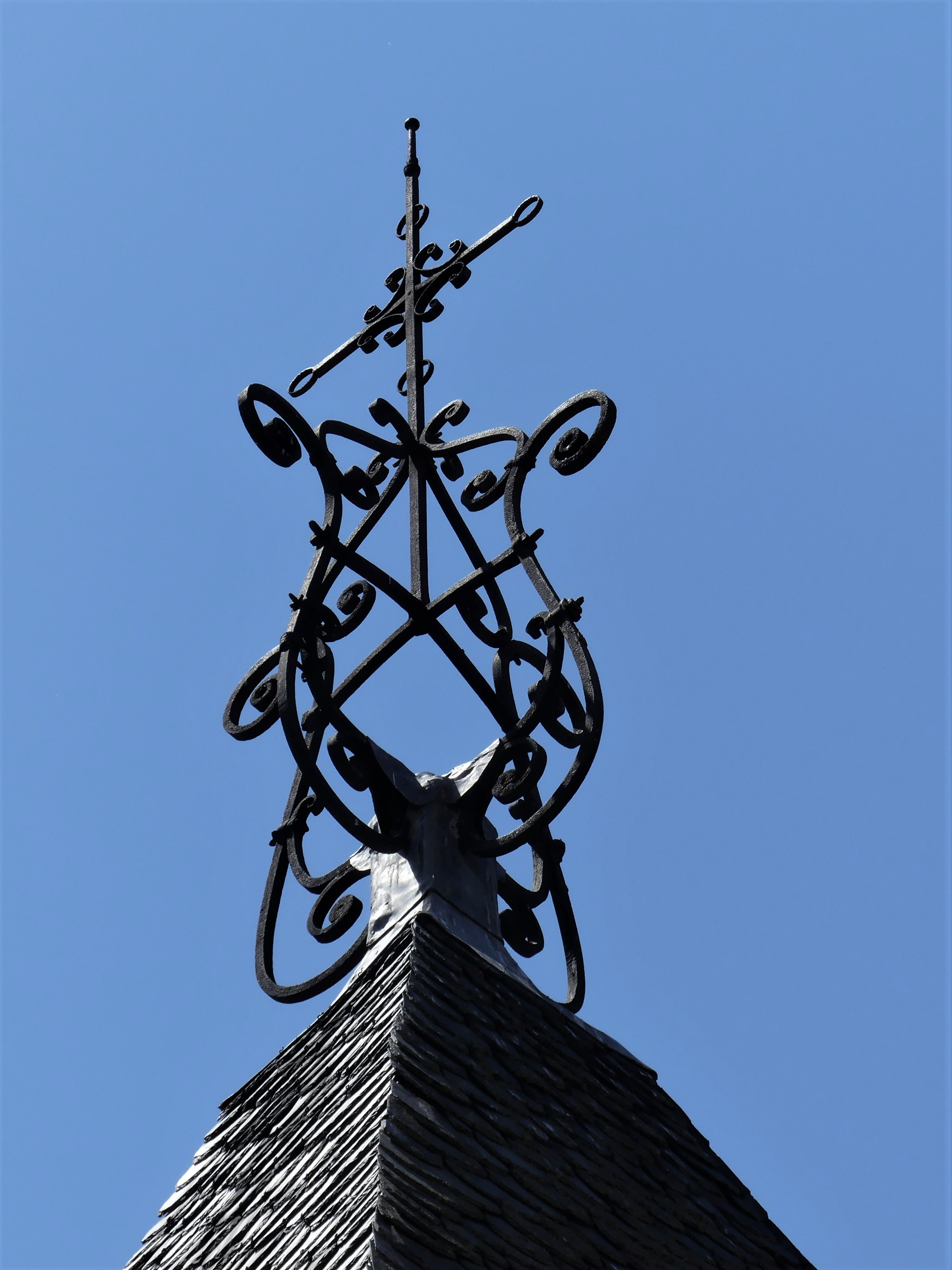
La croix sommitale de son clocher.
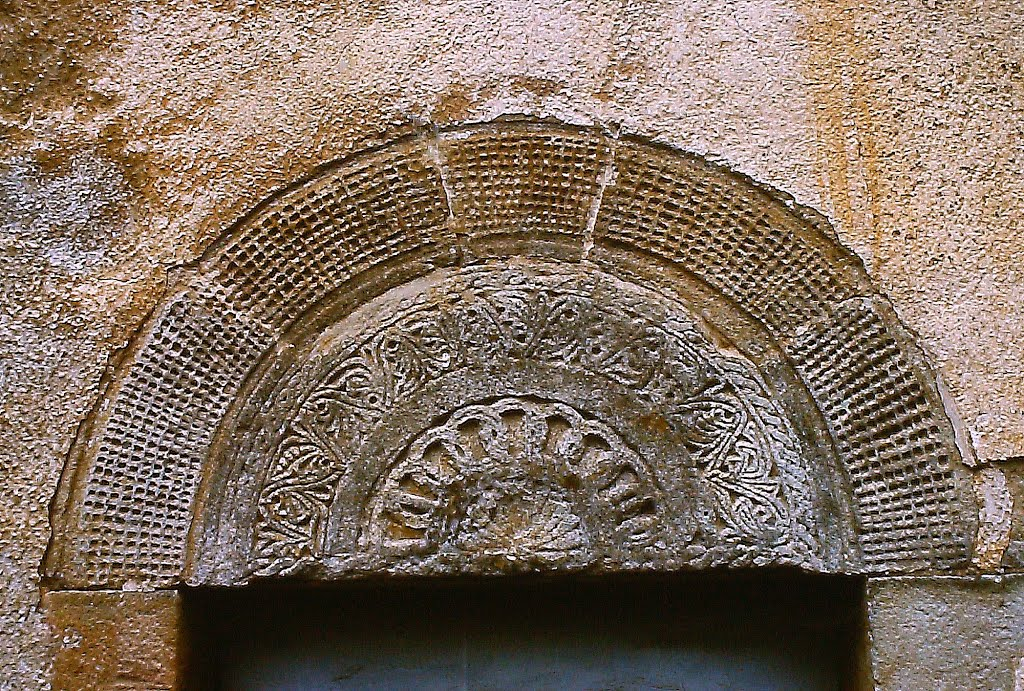
Le tympan de la maison Reynes.
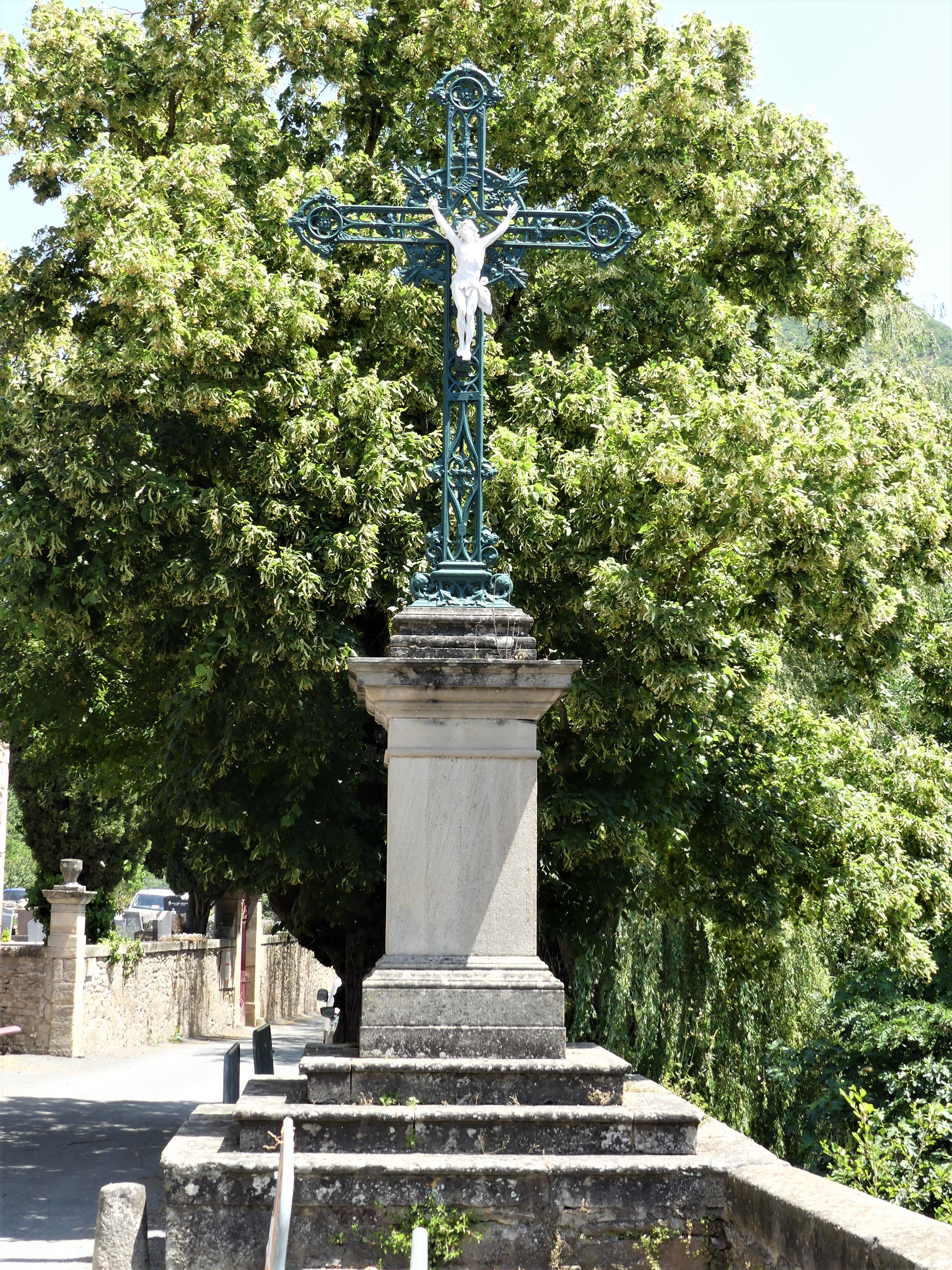
Croix de la crucifixion de Jésus au bourg de Versols.

### Patrimoine naturel
- Grotte de la Dragonnière.
- Dolmens.

#### Sentiers de randonnée
Plusieurs sentiers de randonnée démarrent de Versols ou de Lapeyre. Ils permettent de découvrir, au sud-ouest, le plateau de la Loubière et au-delà le château de Montaigut et le Rougier de Camarès. Au nord, les plateaux des Avant-Causses, les hameaux d’Hermilix et du Causse de Nissac, avec vue sur le rebord du Larzac. En 2009, les écoliers de la vallée ont également créé leurs propres sentiers (un par village formant l'école : Lapeyre, Versols, Saint-Félix-de-Sorgues et Latour). Ils sont regroupés sous l'appellation « 4 chemins, 1 école ».

### Personnalités liées à la commune
- Médora Leigh-Byron (1814-1849), fille du poète Lord Byron, chassée de sa famille parce qu'elle était enceinte, vécut dans la misère avant d'épouser Jean Taillefer et de vivre avec lui à Lapeyre.